# Golden Globe de la meilleure réalisation
Le Golden Globe de la meilleure réalisation (Golden Globe Award for Best Director) est une récompense cinématographique décernée annuellement depuis 1944 par la Hollywood Foreign Press Association.

## Historique
- Le recordman des nominations est Steven Spielberg avec 12 nominations.
- Un réalisateur a reçu la récompense à quatre reprises :
  - Elia Kazan
- Six réalisateurs ont reçu à trois reprises la récompense :
  - Martin Scorsese
  - Clint Eastwood
  - Miloš Forman
  - David Lean
  - Oliver Stone
  - Steven Spielberg
- Il est important de noter que Woody Allen et Robert Wise ont été nommés cinq fois, sans obtenir une seule fois la récompense.

## Palmarès
Note : Les symboles « ♕ » et « ♙ » indiquent respectivement une victoire et une nomination simultanée à l'Oscar de la meilleure réalisation la même année.

### Années 1940
- 1944 : Henry King – Le Chant de Bernadette ♙
- 1945 : Leo McCarey – La Route semée d'étoiles (Going My Way) ♕
- 1946 : Billy Wilder – Le Poison (The Lost Weekend) ♕
- 1947 : Frank Capra – La vie est belle (It's a Wonderful Life) ♙
- 1948 : Elia Kazan – Le Mur invisible (Gentleman's Agreement) ♕
- 1949 : John Huston – Le Trésor de la Sierra Madre (The Treasure of the Sierra Madre) ♕

### Années 1950
- 1950 : Robert Rossen – Les Fous du roi (All the King's Men) ♙
  - William Wyler – L'Héritière (The Heiress) ♙
- 1951 : Billy Wilder – Boulevard du crépuscule (Sunset Boulevard) ♙
- 1952 : László Benedek – Mort d'un commis voyageur (Death of a Salesman)
- 1953 : Cecil B. DeMille – Sous le plus grand chapiteau du monde (The Greatest Show on Earth) ♙
- 1954 : Fred Zinnemann – Tant qu'il y aura des hommes (From Here to Eternity) ♕
- 1955 : Elia Kazan – Sur les quais (On the Waterfront) ♕
- 1956 : Joshua Logan – Picnic ♙
- 1957 : Elia Kazan – Baby Doll
  - Michael Anderson – Le Tour du monde en quatre-vingts jours (Around the World In 80 Days)
  - Vincente Minnelli – La Vie passionnée de Vincent van Gogh (Lust For Life)
  - George Stevens –  Géant (Giant)
  - King Vidor – Guerre et Paix (War and Peace)
- 1958 : David Lean – Le Pont de la rivière Kwaï (The Bridge on the River Kwai) ♕
  - Sidney Lumet – Douze Hommes en colère (12 Angry Men)
  - Fred Zinnemann – Une poignée de neige (A Hatful of Rain)
  - Joshua Logan – Sayonara
  - Billy Wilder – Témoin à charge (Witness for the Prosecution)
- 1959 : Vincente Minnelli – Gigi ♕
  - Richard Brooks – La Chatte sur un toit brûlant (Cat on a Hot Tin Roof)
  - Stanley Kramer – La Chaîne (The Defiant Ones)
  - Delbert Mann – Tables séparées (Separate tables)
  - Robert Wise – Je veux vivre ! (I Want To Live!)

### Années 1960
- 1960 : William Wyler pour Ben-Hur ♕
  - Stanley Kramer pour Le Dernier Rivage (On the Beach)
  - Otto Preminger pour Autopsie d'un meurtre (Anatomy of a Murder)
  - George Stevens pour Le Journal d'Anne Frank (The Diary of Anne Frank)
  - Fred Zinnemann pour Au risque de se perdre (The Nun's Story)
- 1961 : Jack Cardiff pour Amants et Fils (Sons and Lovers) ♙
  - Richard Brooks pour Elmer Gantry le charlatan (Elmer Gantry)
  - Stanley Kubrick pour Spartacus
  - Billy Wilder pour La Garçonnière (The Apartment)
  - Fred Zinnemann pour Horizons sans frontières (The Sundowners)
- 1962 : Stanley Kramer pour Jugement à Nuremberg (Judgment at Nuremberg) ♙
  - William Wyler pour La Rumeur (The Children's Hour)
  - Anthony Mann pour Le Cid (El Cid)
  - J. Lee Thompson pour Les Canons de Navarone (The Guns Of Navarone)
  - Robert Wise et Jerome Robbins pour West Side Story
- 1963 : David Lean pour Lawrence d'Arabie (Lawrence of Arabia) ♕
  - George Cukor pour Les Liaisons coupables (The Chapman Report)
  - Blake Edwards pour Le Jour du vin et des roses (Days of Wine and Roses)
  - John Huston pour Freud, passions secrètes (Freud)
  - Mervyn LeRoy pour Gypsy, Vénus de Broadway (Gypsy)
  - Martin Ritt pour Aventures de jeunesse (Hemingway's Adventures of a Young Man)
  - Ismael Rodríguez pour Les Frères Del Hierro (Los hermanos Del Hierro)
  - Stanley Kubrick pour Lolita
  - John Frankenheimer pour Un crime dans la tête (The Manchurian Candidate)
  - Morton DaCosta pour The Music Man
  - Robert Mulligan pour Du silence et des ombres (To Kill a Mockingbird)
- 1964 : Elia Kazan pour America, America ♙
  - Otto Preminger pour Le Cardinal (The Cardinal)
  - Hall Bartlett pour La Cage aux femmes (The Caretakers)
  - Joseph L. Mankiewicz pour Cléopâtre (Cleopatra)
  - Robert Wise pour La Maison du diable (The Haunting)
  - Martin Ritt pour Le Plus Sauvage d'entre tous (Hud)
  - Tony Richardson pour Tom Jones
  - George Englund pour Le Vilain Américain (The Ugly American)
- 1965 : George Cukor pour My Fair Lady ♕
  - Peter Glenville pour Becket
  - John Huston pour La Nuit de l'iguane (The Night of the Iguana)
  - John Frankenheimer pour Sept jours en mai (Seven Days in May)
  - Michel Cacoyannis pour Zorba le Grec (Αλέξης Ζορμπάς / Aléxis Zorbás)
- 1966 : David Lean pour Le Docteur Jivago (Doctor Zhivago) ♙
  - John Schlesinger pour Darling chérie (Darling)
  - Robert Wise pour La Mélodie du bonheur (The Sound of Music)
  - Guy Green pour Un coin de ciel bleu (The Patch of Blue)
  - William Wyler pour L'Obsédé (The Collector)
- 1967 : Fred Zinnemann pour Un homme pour l'éternité (A Man for All Seasons) ♕
  - Claude Lelouch pour Un homme et une femme
  - Robert Wise pour La Canonnière du Yang-Tsé (The Sand Pebbles)
  - Mike Nichols pour Qui a peur de Virginia Woolf ? (Who’s Afraid of Virginia Woolf?)
  - Lewis Gilbert pour Alfie le dragueur (Alfie)
- 1968 : Mike Nichols pour Le Lauréat (The Graduate) ♕
  - Stanley Kramer pour Devine qui vient dîner... (Guess Who's Coming to Dinner)
  - Norman Jewison pour Dans la chaleur de la nuit (In the Heat of the Night)
  - Arthur Penn pour Bonnie et Clyde (Bonnie and Clyde)
  - Mark Rydell pour Le Renard (The Fox)
- 1969 : Paul Newman pour Rachel, Rachel
  - Anthony Harvey pour Le Lion en hiver (The Lion In Winter)
  - Carol Reed pour Oliver !
  - William Wyler pour Funny Girl
  - Franco Zeffirelli pour Roméo et Juliette (Romeo and Juliet)

### Années 1970
- 1970 : Charles Jarrott pour Anne des mille jours (Anne Of the Thousand Days)
  - Gene Kelly pour Hello, Dolly !
  - John Schlesinger pour Macadam Cowboy (Midnight Cowboy)
  - Stanley Kramer pour Le Secret de Santa Vittoria (The Secret of Santa Vittoria)
  - Sydney Pollack pour On achève bien les chevaux (They Shoot Horses, Don't They?)
- 1971 : Arthur Hiller pour Love Story ♙
  - Bob Rafelson pour Cinq pièces faciles (Five Easy Pieces)
  - Robert Altman pour MASH
  - Franklin J. Schaffner pour Patton ♕
  - Ken Russell pour Love (Women in Love)
- 1972 : William Friedkin pour French Connection (The French Connection) ♕
  - Stanley Kubrick pour Orange mécanique (A Clockwork Orange)
  - Norman Jewison pour Un violon sur le toit (Fiddler on the Roof)
  - Peter Bogdanovich pour La Dernière Séance (The Last Picture Show)
  - Robert Mulligan pour Un été 42 (Summer of '42)
- 1973 : Francis Ford Coppola pour Le Parrain (The Godfather) ♙
  - John Boorman pour Délivrance (Deliverance)
  - Alfred Hitchcock pour Frenzy
  - Bob Fosse pour Cabaret
  - Billy Wilder pour Avanti!
- 1974 : William Friedkin pour L'Exorciste (The Exorcist) ♙
  - George Lucas pour American Graffiti
  - Fred Zinnemann pour Chacal (The Day of the Jackal)
  - Peter Bogdanovich pour La Barbe à papa (Paper Moon)
  - Bernardo Bertolucci pour Le Dernier Tango à Paris (Ultimo tango a Parigi)
- 1975 : Roman Polanski pour Chinatown ♙
  - John Cassavetes pour Une femme sous influence (A Woman Under the Influence)
  - Francis Ford Coppola pour Conversation secrète (The Conversation)
  - Francis Ford Coppola pour Le Parrain 2 (Mario Puzo's The Godfather: Part II)
  - Bob Fosse pour Lenny
- 1976 : Miloš Forman pour Vol au-dessus d'un nid de coucou (One Flew Over the Cuckoo's Nest) ♕
  - Stanley Kubrick pour Barry Lyndon
  - Sidney Lumet pour Un après-midi de chien (Dog Day Afternoon)
  - Steven Spielberg pour Les Dents de la mer (Jaws)
  - Robert Altman pour Nashville
- 1977 : Sidney Lumet pour Network ♙
  - Hal Ashby pour En route pour la gloire (Bound for Glory)
  - John Schlesinger pour Marathon Man
  - Alan J. Pakula pour Les Hommes du président (All the President's Men) ♙
  - John G. Avildsen pour Rocky ♕
- 1978 : Herbert Ross pour Le Tournant de la vie (The Turning Point) ♙
  - Fred Zinnemann pour Julia ♙
  - Steven Spielberg pour Rencontres du troisième type (Close Encounters of the Third Kind) ♙
  - Woody Allen pour Annie Hall ♕
  - George Lucas pour Star Wars, épisode IV : Un nouvel espoir (Star Wars, Episode IV: A New Hope) ♙
- 1979 : Michael Cimino pour Voyage au bout de l'enfer (The Deer Hunter) ♕
  - Hal Ashby pour Le Retour (Coming home) ♙
  - Woody Allen pour Intérieurs (Interiors) ♙
  - Alan Parker pour Midnight Express ♙
  - Paul Mazursky pour Une femme libre (An Unmarried Woman)
  - Terrence Malick pour Les Moissons du ciel (Days of Heaven)

### Années 1980
- 1980 : Francis Ford Coppola pour Apocalypse Now ♙
  - Hal Ashby pour Bienvenue, mister Chance (Being There)
  - Robert Benton pour Kramer contre Kramer (Kramer vs. Kramer)
  - James Bridges pour Le Syndrome chinois (The China Syndrome)
  - Peter Yates pour La Bande des quatre (Breaking Away)
- 1981 : Robert Redford pour Des gens comme les autres (Ordinary People) ♕
  - David Lynch pour Elephant Man (The Elephant Man)
  - Roman Polanski pour Tess
  - Richard Rush pour Le Diable en boîte (The Stunt Man)
  - Martin Scorsese pour Raging Bull
- 1982 : Warren Beatty pour Reds ♕
  - Miloš Forman pour Ragtime
  - Sidney Lumet pour Le Prince de New York (Prince of the City)
  - Louis Malle pour Atlantic City ♙
  - Mark Rydell pour La Maison du lac (On Golden Pond) ♙
  - Steven Spielberg pour Les Aventuriers de l'arche perdue (Raiders of the Lost Ark) ♙
- 1983 : Richard Attenborough pour Gandhi ♕
  - Costa-Gavras pour Missing
  - Sidney Lumet pour Le Verdict (The Verdict) ♙
  - Sydney Pollack pour Tootsie ♙
  - Steven Spielberg pour E.T. l'extra-terrestre (E.T. the Extra-Terrestrial) ♙
- 1984 : Barbra Streisand pour Yentl
  - Bruce Beresford pour Tendre Bonheur (Tender Mercies) ♙
  - Ingmar Bergman pour Fanny et Alexandre (Fanny och Alexander) ♙
  - James L. Brooks pour Tendres Passions (Terms of Endearment) ♕
  - Mike Nichols pour Le Mystère Silkwood (Silkwood) ♙
  - Peter Yates pour L'Habilleur (The Dresser) ♙
- 1985 : Miloš Forman pour Amadeus ♕
  - Francis Ford Coppola pour Cotton Club (The Cotton Club)
  - Roland Joffé pour La Déchirure (The Killing Fields) ♙♕
  - David Lean pour La Route des Indes (A Passage to India) ♙
  - Sergio Leone pour Il était une fois en Amérique (Once Upon a Time in America)
- 1986 : John Huston pour L'Honneur des Prizzi (Prizzi's Honor) ♙
  - Richard Attenborough pour Chorus Line (A Chorus Line)
  - Sydney Pollack pour Out of Africa ♕
  - Steven Spielberg pour La Couleur pourpre (The Color Purple)
  - Peter Weir pour Witness ♙
- 1987 : Oliver Stone pour Platoon ♕
  - Woody Allen pour Hannah et ses sœurs (Hannah and Her Sisters) ♙
  - James Ivory pour Chambre avec vue (A Room With a View) ♙
  - Roland Joffé pour Mission (The Mission) ♙
  - Rob Reiner pour Stand by Me
- 1988 : Bernardo Bertolucci pour Le Dernier Empereur (The Last Emperor) ♕
  - Richard Attenborough pour Cry Freedom
  - John Boorman pour Hope and Glory ♙
  - James L. Brooks pour Broadcast News
  - Adrian Lyne pour Liaison fatale (Fatal Attraction) ♙
- 1989 : Clint Eastwood pour Bird
  - Barry Levinson pour Rain Man ♕
  - Sidney Lumet pour À bout de course (Running on Empty)
  - Alan Parker pour Mississippi Burning ♙
  - Mike Nichols pour Working Girl ♙
  - Fred Schepisi pour Un cri dans la nuit (A Cry in the Dark)

### Années 1990
- 1990 : Oliver Stone pour Né un 4 juillet (Born on the Fourth of July) ♕
  - Spike Lee pour Do the Right Thing
  - Rob Reiner pour Quand Harry rencontre Sally (When Harry Met Sally)
  - Peter Weir pour Le Cercle des poètes disparus (Dead Poets Society) ♙
  - Edward Zwick pour Glory
- 1991 : Kevin Costner pour Danse avec les loups (Dances With Wolves) ♕
  - Bernardo Bertolucci pour Un thé au Sahara (The Sheltering Sky)
  - Francis Ford Coppola pour Le Parrain 3 (Mario Puzo's The Godfather: Part III) ♙
  - Barbet Schroeder pour Le Mystère von Bülow (Reversal of Fortune) ♙
  - Martin Scorsese pour Les Affranchis (Goodfellas) ♙
- 1992 : Oliver Stone pour JFK ♙
  - Jonathan Demme pour Le Silence des agneaux (The Silence of the Lambs) ♕
  - Terry Gilliam pour The Fisher King : Le Roi pêcheur (The Fisher King)
  - Barry Levinson pour Bugsy ♙
  - Barbra Streisand pour Le Prince des marées (The Prince of Tides)
- 1993 : Clint Eastwood pour Impitoyable (Unforgiven) ♕
  - Robert Altman pour The Player ♙
  - James Ivory pour Retour à Howards End (Howards End) ♙
  - Robert Redford pour Et au milieu coule une rivière (A River Runs Through It)
  - Rob Reiner pour Des hommes d'honneur (A Few Good Men)
- 1994 : Steven Spielberg pour La Liste de Schindler (Schindler's List) ♕
  - Jane Campion pour La Leçon de piano (The Piano) ♙
  - Andrew Davis pour Le Fugitif (The Fugitive)
  - James Ivory pour Les Vestiges du jour (The Remains of the Day) ♙
  - Martin Scorsese pour Le Temps de l'innocence (The Age of Innocence)
- 1995 : Robert Zemeckis pour Forrest Gump ♕
  - Robert Redford pour Quiz Show ♙
  - Oliver Stone pour Tueurs nés (Natural Born Killers)
  - Quentin Tarantino pour Pulp Fiction ♙
  - Edward Zwick pour Légendes d'automne (Legends of the Fall)
- 1996 : Mel Gibson pour Braveheart ♕
  - Mike Figgis pour Leaving Las Vegas ♙
  - Ron Howard pour Apollo 13
  - Ang Lee pour Raison et Sentiments (Sense and Sensibility)
  - Rob Reiner pour Le Président et Miss Wade (The American President)
  - Martin Scorsese pour Casino
- 1997 : Miloš Forman pour Larry Flynt (The People VS. Larry Flynt) ♙
  - Joel Coen pour Fargo ♙
  - Scott Hicks pour Shine ♙
  - Anthony Minghella pour Le Patient anglais (The English Patient) ♕
  - Alan Parker pour Evita
- 1998 : James Cameron pour Titanic ♕
  - James L. Brooks pour Pour le pire et pour le meilleur (As Good As It Gets)
  - Curtis Hanson pour L.A. Confidential ♙
  - Jim Sheridan pour The Boxer
  - Steven Spielberg pour Amistad
- 1999 : Steven Spielberg pour Il faut sauver le soldat Ryan (Saving Private Ryan) ♕
  - Shekhar Kapur pour Elizabeth
  - John Madden pour Shakespeare in Love ♙
  - Robert Redford pour L'Homme qui murmurait à l'oreille des chevaux (The Horse Whisperer)
  - Peter Weir pour The Truman Show ♙

### Années 2000
- 2000 : Sam Mendes pour American Beauty ♕
  - Norman Jewison pour Hurricane Carter (The Hurricane)
  - Neil Jordan pour La Fin d'une liaison (The End of the Affair)
  - Michael Mann pour Révélations (The Insider) ♙
  - Anthony Minghella pour Le Talentueux Mr Ripley (The Talented Mr. Ripley)
- 2001 : Ang Lee pour Tigre et Dragon (臥虎藏龍) ♙
  - Stephen Daldry pour Billy Elliot ♙
  - Ridley Scott pour Gladiator ♙
  - Steven Soderbergh pour Erin Brockovich, seule contre tous (Erin Brockovich) ♙
  - Steven Soderbergh pour Traffic ♕
- 2002 : Robert Altman pour Gosford Park ♙
  - Ron Howard pour Un homme d'exception (A Beautiful Mind) ♕
  - Peter Jackson pour Le Seigneur des anneaux : La Communauté de l'anneau (The Lord of the Rings: The Fellowship of the Ring) ♙
  - Baz Luhrmann pour Moulin Rouge
  - David Lynch pour Mulholland Drive ♙
  - Steven Spielberg pour A.I. Intelligence artificielle (A.I. Artificial Intelligence)
- 2003 : Martin Scorsese pour Gangs of New York ♙
  - Stephen Daldry pour The Hours ♙
  - Peter Jackson pour Le Seigneur des anneaux : Les Deux Tours (The Lord of the Rings: The Two Towers)
  - Spike Jonze pour Adaptation.
  - Rob Marshall pour Chicago ♙
  - Alexander Payne pour Monsieur Schmidt (About Schmidt)
- 2004 : Peter Jackson pour Le Seigneur des anneaux : Le Retour du roi (The Lord of the Rings : The Return of the King) ♕
  - Sofia Coppola pour Lost in Translation ♙
  - Clint Eastwood pour Mystic River ♙
  - Anthony Minghella pour Retour à Cold Mountain (Cold Mountain)
  - Peter Weir pour Master and Commander : De l'autre côté du monde (Master and Commander: The Far Side of the World) ♙
- 2005 : Clint Eastwood pour Million Dollar Baby ♕
  - Marc Forster pour Neverland (Finding Neverland)
  - Mike Nichols pour Closer, entre adultes consentants (Closer)
  - Alexander Payne pour Sideways ♙
  - Martin Scorsese pour Aviator (The Aviator) ♙
- 2006 : Ang Lee pour Le Secret de Brokeback Mountain (Brokeback Mountain) ♕
  - Woody Allen pour Match Point
  - George Clooney pour Good Night and Good Luck ♙
  - Peter Jackson pour King Kong
  - Fernando Meirelles pour The Constant Gardener
  - Steven Spielberg pour Munich ♙
- 2007 : Martin Scorsese pour Les Infiltrés (The Departed) ♕
  - Clint Eastwood pour Lettres d'Iwo Jima (Letters from Iwo Jima) (硫黄島からの手紙 - Iô-Jima kara no tegami) ♙
  - Clint Eastwood pour Mémoires de nos pères (Flags of Our Fathers)
  - Stephen Frears pour The Queen ♙
  - Alejandro González Iñárritu pour Babel ♙
- 2008 : Julian Schnabel pour Le Scaphandre et le Papillon ♙
  - Tim Burton pour Sweeney Todd : Le Diabolique Barbier de Fleet Street (Sweeney Todd: The Demon Barber Of Fleet Street)
  - Joel et Ethan Coen pour No Country for Old Men ♕
  - Ridley Scott pour American Gangster
  - Joe Wright pour Reviens-moi (Atonement)
- 2009 : Danny Boyle pour Slumdog Millionaire ♕
  - Stephen Daldry pour The Reader ♙
  - David Fincher pour L'Étrange Histoire de Benjamin Button (The Curious Case of Benjamin Button) ♙
  - Ron Howard pour Frost/Nixon ♙
  - Sam Mendes pour Les Noces rebelles (Revolutionary Road)

### Années 2010
- 2010[1] : James Cameron pour Avatar ♙
  - Kathryn Bigelow pour Démineurs (The Hurt Locker) ♕
  - Clint Eastwood pour Invictus
  - Jason Reitman pour In the Air (Up in the Air) ♙
  - Quentin Tarantino pour Inglourious Basterds ♙
- 2011[2] : David Fincher pour The Social Network ♙
  - Darren Aronofsky pour Black Swan ♙
  - Tom Hooper pour Le Discours d'un roi (The King's Speech) ♕
  - Christopher Nolan pour Inception
  - David O. Russell pour Fighter (The Fighter) ♙
- 2012[3] : Martin Scorsese pour Hugo Cabret ♙
  - Woody Allen pour Minuit à Paris (Midnight in Paris) ♙
  - George Clooney pour Les Marches du pouvoir (The Ides of March)
  - Michel Hazanavicius pour The Artist ♕
  - Alexander Payne pour The Descendants ♙
- 2013 : Ben Affleck pour Argo
  - Kathryn Bigelow pour Zero Dark Thirty
  - Ang Lee pour L'Odyssée de Pi (Life Of Pi) ♕
  - Steven Spielberg pour Lincoln ♙
  - Quentin Tarantino pour Django Unchained
- 2014 : Alfonso Cuarón pour Gravity ♕
  - Paul Greengrass pour Capitaine Phillips (Captain Phillips)
  - Steve McQueen pour Twelve Years a Slave ♙
  - Alexander Payne pour Nebraska ♙
  - David O. Russell pour American Bluff (American Hustle) ♙
- 2015 : Richard Linklater pour Boyhood ♙
  - Wes Anderson pour The Grand Budapest Hotel ♙
  - Ava DuVernay pour Selma
  - David Fincher pour Gone Girl
  - Alejandro González Iñárritu pour Birdman ♕
- 2016 : Alejandro González Iñárritu pour The Revenant ♕
  - Todd Haynes pour Carol
  - George Miller pour Mad Max : Fury Road
  - Tom McCarthy pour Spotlight ♙
  - Ridley Scott pour Seul sur Mars (The Martian)
- 2017 : Damien Chazelle pour La La Land ♕
  - Tom Ford pour Nocturnal Animals
  - Mel Gibson pour Tu ne tueras point (Hacksaw Ridge) ♙
  - Barry Jenkins pour Moonlight ♙
  - Kenneth Lonergan pour Manchester by the Sea ♙
- 2018 : Guillermo del Toro pour La Forme de l'eau (The Shape of Water) ♕
  - Ridley Scott pour Tout l'argent du monde (All the Money in the World)
  - Christopher Nolan pour Dunkerque (Dunkirk) ♙
  - Steven Spielberg pour Pentagon Papers (The Post)
  - Martin McDonagh pour Trois Billboards : Les Panneaux de la vengeance (Three Billboard Outside Ebbing, Missouri)
- 2019 : Alfonso Cuarón pour Roma
  - Bradley Cooper pour A Star is Born
  - Peter Farrelly pour Green Book
  - Spike Lee pour BlacKkKlansman : J'ai infiltré le Ku Klux Klan (BlacKkKlansman)
  - Adam McKay pour Vice

### Années 2020
- 2020 : Sam Mendes pour 1917
  - Bong Joon-ho pour Parasite (기생충)
  - Todd Phillips pour Joker
  - Martin Scorsese pour The Irishman
  - Quentin Tarantino pour Once Upon a Time… in Hollywood
- 2021 : Chloé Zhao pour Nomadland
  - David Fincher pour Mank
  - Regina King pour One Night in Miami
  - Aaron Sorkin pour Les Sept de Chicago
  - Emerald Fennell pour Promising Young Woman
- 2022 : Jane Campion pour The Power of the Dog
  - Kenneth Branagh pour Belfast
  - Maggie Gyllenhaal pour The Lost Daughter
  - Steven Spielberg pour West Side Story
  - Denis Villeneuve pour Dune
- 2023 : Steven Spielberg pour The Fabelmans
  - James Cameron pour Avatar : La Voie de l'eau (Avatar: The Way of Water)
  - Daniel Kwan et Daniel Scheinert pour Everything Everywhere All at Once
  - Baz Luhrmann pour Elvis
  - Martin McDonagh pour Les Banshees d'Inisherin (The Banshees of Inisherin)

- 2024 : Christopher Nolan pour Oppenheimer
  - Bradley Cooper pour Maestro
  - Greta Gerwig pour Barbie
  - Yorgos Lanthimos pour Pauvres Créatures
  - Martin Scorsese pour Killers of the Flower Moon
  - Celine Song pour Past Lives – Nos vies d'avant

- 2025 : Brady Corbet pour The Brutalist
  - Jacques Audiard pour Emilia Pérez
  - Sean Baker pour Anora
  - Edward Berger pour Conclave
  - Coralie Fargeat pour The Substance
  - Payal Kapadia pour All We Imagine as Light

## Récompenses multiples
- 4 : Elia Kazan
- 3 : Clint Eastwood, Miloš Forman, David Lean, Martin Scorsese, Steven Spielberg, Oliver Stone
- 2 : James Cameron, Francis Ford Coppola, Alfonso Cuarón, William Friedkin, John Huston, Ang Lee, Sam Mendes, Billy Wilder, Fred Zinnemann

## Nominations multiples
- 12 : Steven Spielberg
- 8 : Martin Scorsese
- 7 : Clint Eastwood, Fred Zinnemann
- 6 : Francis Ford Coppola, Sidney Lumet
- 5 : Woody Allen, John Huston, Stanley Kramer, Mike Nichols, Billy Wilder, Robert Wise
- 4 : Robert Altman, Miloš Forman, Peter Jackson, Elia Kazan, Stanley Kubrick, David Lean, Ang Lee, Alexander Payne, Robert Redford, Rob Reiner, Ridley Scott, Oliver Stone, Quentin Tarantino, Peter Weir, William Wyler
- 3 : Hal Ashby, Richard Attenborough, Bernardo Bertolucci, James L. Brooks, George Cukor, David Fincher, Ron Howard, Alejandro González Iñárritu, James Ivory, Norman Jewison, Sam Mendes, Anthony Minghella, Vincente Minnelli, Christopher Nolan, Alan Parker, Sydney Pollack, John Schlesinger, Ridley Scott, George Stevens
- 2 : Kathryn Bigelow, Peter Bogdanovich, John Boorman, Richard Brooks, James Cameron, Jane Campion, George Clooney, Joel Coen, Alfonso Cuarón, Stephen Daldry, Bob Fosse, William Friedkin, John Frankenheimer, Mel Gibson, Roland Joffé, Spike Lee, Barry Levinson, Joshua Logan, George Lucas, David Lynch, Joseph L. Mankiewicz, Robert Mulligan, Roman Polanski, Otto Preminger, Martin Ritt, David O. Russell, Mark Rydell, Steven Soderbergh, Barbra Streisand, Peter Yates, Edward Zwick